# Gorazd Kocijančič
Gorazd Kocijančič, slovenski filozof, prevajalec, publicist in pesnik, * 17. september 1964, Ljubljana.

## Biografija
Gorazd Kocijančič se je rodil leta 1964 v Ljubljani in je sin Janeza Kocijančiča in nekdanje rektorice Univerze v Ljubljani, Andreje Kocijančič. Leta 1986 je končal študij filozofije in grščine na Filozofski fakulteti v Ljubljani in se zaposlil kot bibliotekar rokopisnega oddelka Narodne in univerzitetne knjižnice; od leta 2008 ima status samozaposlenega v kulturi.
Prevaja iz 10 jezikov, med drugimi iz grščine, latinščine in hebrejščine. Poleg njegovih lastnih del je sodeloval tudi pri standardnem slovenskem prevodu Svetega pisma ter prevedel in komentiral mnogo cerkvenih očetov: apostolske očete, apologete, Origena, Evagrija Pontskega, Gregorja iz Nise, Dionizija Areopagita in Maksima Spoznavalca.
Njegov sin je glasbeni novinar in producent Gregor Kocijančič.

## Pomembnejša dela
- Posredovanja, Celje 1996
- Med vzhodom in zahodom: Štirje prispevki k ekstatiki, 2004
- Tistim zunaj: Eksoterični zapisi 1990-2003, 2004
- Razbitje: sedem radikalnih esejev, Ljubljana 2009
- Erotika, politika itn. Trije poskusi o duši, Ljubljana 2011
- Od Talesa do tebe: apokrifna zgodovina evropske filozofije, 2019

### Dela in prevodi
Kocijančič je prevedel in komentiral celotni opus Platona, ki obsega več tisoč strani. Za ta prevod je leta 2005 prejel Sovretovo nagrado, ki jo podeljuje Društvo slovenskih književnih prevajalcev. Sodeloval je tudi pri nastanku standardnega slovenskega prevoda Svetega pisma (1996), prevedel in komentiral je evangelije ter več spisov, ki spadajo med tiste knjige Svetega pisma stare zaveze, ki jih Judje in nekateri kristjani (zlasti protestanti) ne štejejo za svete. Poleg tega je opravil redakcijo celotne Nove zaveze.
Napisal je tudi nekaj zbirk esejev, kot so Posredovanja (1996), Tistim zunaj: Eksoterični zapisi 1990-2003 (2004), za katero je prejel Rožančevo nagrado in Razbitje: Sedem radikalnih esejev (2009) in Erotika, politika itn. Trije poskusi o duši, Ljubljana 2011.
Njegova dela so prevedena v angleščino, nemščino, italijanščino, ruščino, češčino in srbščino.
Predloga:Delna škrbina

### Pesništvo
Gorazd Kocijančič je napisal pet pesniških zbirk: Tvoja imena (2000), Trideset stopnic in naju ni (2005), Certamen spirituale (2008), Primož Trubar zapušča Ljubljano (2012) in Od Talesa do tebe (2019). V pesmih poleg slovenščine uporablja tudi nemške in latinske izraze ter nekaj stavkov, zapisanih v bohoričici.
- Bohoričica: Gospud Bug hozhe … tudi steim Petiem, te ludi hpravi Veri perpraviti., Zhudne rizhi ie on shnim dial. (3x v pesmi).
- Nemški: Christum treiben, Zukunft (prihodnost), Register und Summarischer Inhalt (naslov pesmi, tudi naslov Trubarjevega dela).
- Latinski: Anno Domini, Mysterium magnum (naslov pesmi; Velika skrivnost), Insomnia (naslov pesmi; Nespečnost), Sola scriptura. ('Zgolj Sveto pismo.'), Idem (naslov pesmi; Enako), Naturalis philosophia ('filozofija narave'), Conversio (naslov pesmi; Spreobrnitev), Item (6x v pesmi; prav tako), dosti uporablja veznik &, ki je izšel iz latinske besede 'et', torej in.

#### Primož Trubar zapušča Ljubljano
Pesniška zbirka je izšla pri Študentski založbi v Ljubljani, leta 2012. Nekaj pesmi je bilo verjetno prvič predstavljenih in branih na mednarodnem literarnem festivalu Vilenica 2011. Uvrščena je v knjižno zbirko Beletrina. Knjiga ima kratko posvetilo, dvostranski uvod in 57 pesmi, razdeljenih v tri sklope; v prvem je 13 pesmi, v drugem 27 in v tretjem 17. Pesmi so v V zbirki napisane tako, kot da bi jih pripovedoval Primož Trubar. Ta koncept nam predstavi kar avtor sam v svojem uvodu, ko pravi, da se je Trubar poetsko naselil v njem, tako kot se je avtor na nek način v Trubarju. Pravi tudi, da se v knjigi zgodi zelo malo. Opisani so trije deli tistega dneva, ko mora Primož Trubar v izgnanstvo, torej leta 1565. Pravzaprav se dogajanje in premišljevanje začne že večer oz. noč prej. Nadaljuje se v jutru tistega dne in konča v poldnevu oz. v glasu zvona.
Primož Trubar je bil po zgodovinskih podatkih izgnan leta 1564, ker je sestavil in izdal Cerkveno ordningo. S tem dejanjem je posegel v delo deželnega kneza, ki ga je dal izgnati, knjigo pa zapleniti. Ta izgon se lahko pokriva s tem v pesniški zbirki, ko avtor omenja izgon Trubarja leta 1565. Zgodovinska dejstva kažejo tudi pobeg Trubarja na Kranjsko leta 1548, a to se je zgodilo zaradi obračuna s protestanti in tega dogodka Kocijančičeva pesniška zbirka ne opisuje.
Kocijančičev Trubar se v pesmih kaže kot pesimističen in (samo)kritičen človek. V pesmi Oporoka govori o svoji zapuščini in meni, da nima kaj zapustiti, ker ne ve, kaj bo sploh ostalo za njim in ali bodo njegovi potomci to cenili. Pravi, da ima v lasti le kup knjig, ki jih nihče ne bere, in se sprašuje, kaj bo čez tisoč let. Ali bo njegov trud sploh kaj vreden ali je vse zaman? Pesem se zaključi z verzoma, ki opisujeta ključen del protestantske teologije. Ljudje pred Bogom ne bodo dosegli opravičenja s svojim moralnim delovanjem, ampak le z vero.

##### Oporoka
Nekaj naslovov pesmi je takšnih, da so poimenovani z enako besedo oz. besedno zvezo, opremljeni pa so še z rimskimi številkami, ki si sledijo, in se nam tako kažejo kot neka zgodba v nadaljevanjih oz. tudi le kot pesmi na isto temo. Take so pesmi z naslovi Invektiva I, II, III, IV in VI (invektiva pomeni žaljivo besedilo) ter tudi pesmi Invektive, ki je uvodna v ta 'sklop', in Invektiva V, skoraj isto, v drugo smer.
Pesem Invektive je kratek izsek iz pisma apostola Pavla Titu 1, 12, ki pravi, da v govoru ljudstvu Krečanov že njihov prerok pravi, da so tam sami lažnivci, pokvarjenci in lenuhi. Torej je to nek uvod v domnevno Trubarjevo kritiko njegovega ljudstva.
V Invektivi I se sprašuje, kaj je sploh imel od vsega pisanja in si odgovarja, da le psovke. Ne mara prilizovanja bralcev še preden sploh napiše neko delo oz. pove neko pridigo.
Invektiva II je nadaljevanje kritike ljudstva. Kocijančičev Trubar je razočaran nad njimi in se okliče za naivneža, ker je verjel v njih. Pravi, da je po njihovem vse, kar potrebujejo, odveza in so zopet čisti. Za nič jim ni žal, so le najslabši možni ljudje, ki skrbijo le za svojo korist.
A Trubar ni kritičen le do družbe, je tudi do sebe. V pesmi Invektiva III govori o ljudeh, ki mu pravijo, koliko dela, on pa se brani, da v resnici nič ne dela, da le malo bere, piše, prevaja in veliko pridiga. A proti koncu vidimo, da tudi svoje delo razume kot nujno, kajti on pridiga o Božji modrosti, brez katere bi ljudstvo propadlo.
Pesem Milost I se navezuje na apofatično teologijo, ki jo Kocijančič zagovarja. V krščanstvu obstajata dve poti oz. teologiji: pozitivna ali katafatična in negativna ali apofatična. Nobena o teh nam ne more popolnoma izraziti bistva Boga, ker Njegovo bistvo presega možnosti človeškega spoznanja. Katafatična to poskuša izraziti s pojmi „vsemogočni, večni, ljubeči, osebni...“.
Po apofatični pa naj bi Boga najprej začutil, šele nato mu dodelil neke lastnosti. O njem govori z besedami, ki ne morejo povedati, kako popoln je Bog. Spoznamo ga lahko le celovito, osebnostno in ne razumsko.